# J-14
J-14 – amerykański magazyn dla nastolatków. 
Główną zawartość czasopisma liczącego ok. 110 stron stanowią informacje i plotki na temat gwiazd muzyki i aktorów. Na J-14 wzoruje się polski magazyn Fun Club.